# Liste der Baudenkmäler in Langenaltheim
Auf dieser Seite sind die Baudenkmäler in der mittelfränkischen Gemeinde Langenaltheim zusammengestellt. Diese Tabelle ist eine Teilliste der Liste der Baudenkmäler in Bayern. Grundlage ist die Bayerische Denkmalliste, die auf Basis des Bayerischen Denkmalschutzgesetzes vom 1. Oktober 1973 erstmals erstellt wurde und seither durch das Bayerische Landesamt für Denkmalpflege geführt wird. Die folgenden Angaben ersetzen nicht die rechtsverbindliche Auskunft der Denkmalschutzbehörde.

## Baudenkmäler nach Ortsteilen

### Langenaltheim
| Lage                                                                                        | Objekt                                            | Beschreibung | Akten-Nr.     | Bild           |
| ------------------------------------------------------------------------------------------- | ------------------------------------------------- | --- | ------------- | -------------- |
| Dachsleitheweg, an der Straße nach Südosten zum Steinbruch (Standort)                       | Sogenannter Römerbrunnen                          | Tonnengewölbte Brunnenstube, wohl nachmittelalterlich mit älterer Geschichte | D-5-77-148-57 | BW             |
| Haderstraße 11 (Standort)                                                                   | Wohnhaus                                          | Zweigeschossiger traufständiger Satteldachbau in Jura-Bauweise mit Kniestock, bezeichnet „1851“ | D-5-77-148-2  | BW             |
| Haderstraße 13 (Standort)                                                                   | Bauernhaus                                        | Zweigeschossiger Satteldachbau in Jura-Bauweise mit Kniestock, bezeichnet „1852“ Austragshaus, zweigeschossiger Satteldachbau in Jura-Bauweise und Scheune, zweite Hälfte 19. Jahrhundert | D-5-77-148-3  | BW             |
| Haderstraße 18, im Friedhof (Standort)                                                      | Leichenhalle                                      | Langgestreckter Bau in Jura-Bauweise mit Satteldach, hervorgehobener zweigeschossiger Mittelbau mit kleinem Glockenturm, mit historisierenden neuromanischen Stilelementen, von Hans Pylipp, 1928 | D-5-77-148-4  | BW             |
| Kirchengasse 5 (Standort)                                                                   | Evangelisch-lutherische Pfarrkirche St. Willibald | Chorturmkirche, Turm mit Oktogon und Kuppelhelm, nach Plänen von Giacomo Righetti, 1607/08, Erneuerungen 1657 und 1797, Anbau der Südvorhalle 1938/39; mit Ausstattung Aufgelassener Kirchhof mit Grabdenkmal von 1871 Kirchhofmauer mit drei Torbögen, der östliche bezeichnet „1830“ und in die Mauer eingelassenen Grabsteinen des 19. Jahrhunderts | D-5-77-148-5  | weitere Bilder |
| Maigasse 1 (Standort)                                                                       | Gehöft eines Steinbruchbesitzers, Wohnhaus        | Zweigeschossiger Satteldachbau in Jura-Bauweise mit Kniestock, um 1840/50 | D-5-77-148-51 | BW             |
| Maigasse 3 (Standort)                                                                       | Wohnhaus                                          | Zweigeschossiger Satteldachbau in Jura-Bauweise mit Kniestock, bezeichnet „1846“ Anschließende Scheune, gleichzeitig | D-5-77-148-6  | BW             |
| Mostplatz 2 (Standort)                                                                      | Ehemaliger Gasthof und Bauernanwesen              | Großzügiger Wohnbau, zweigeschossiger Satteldachbau in Jura-Bauweise, mit Kniestock, in zwei Flügeln Ehemaliger Stallbau und Scheune; frühes 19. Jahrhundert | D-5-77-148-7  | BW             |
| Mostplatz 3 (Standort)                                                                      | Drei eingelassene Grabsteine                      | 19. Jahrhundert; in der Ostwand | D-5-77-148-8  | BW             |
| Nähe Sommerkellerstraße (Standort)                                                          | Scheune                                           | In Jura-Bauweise, bezeichnet „1867“ | D-5-77-148-20 | BW             |
| Nähe Witzelgasse (Standort)                                                                 | Scheune eines ehemaligen Jurabauernhauses         | Angebauter Schweinestall, Legschieferdach, 18./19. Jahrhundert | D-5-77-148-27 | BW             |
| Obere Hauptstraße 11 (Standort)                                                             | Gasthaus                                          | Zweigeschossiger Satteldachbau mit Kniestock in Jura-Bauweise, wohl 1865, mit moderner rückwärtiger Erweiterung Scheune und Nebengebäude, um 1900 | D-5-77-148-10 | BW             |
| Obere Hauptstraße 18 (Standort)                                                             | Bauernhaus                                        | Zweigeschossiger giebelständiger Satteldachbau in Jura-Bauweise Nördlich anschließendes Nebengebäude mit Scheune in Jura-Bauweise, Legschieferdach; um 1870 | D-5-77-148-11 | BW             |
| Obere Hauptstraße 20 (Standort)                                                             | Bauernhaus                                        | Großzügiger, zweigeschossiger giebelständiger Satteldachbau in Jura-Bauweise, Bruchsteinmauerwerk verputzt, 1872 Anschließendes Nebengebäude mit Scheune, gleichzeitig | D-5-77-148-12 | BW             |
| Obere Hauptstraße 31 (Standort)                                                             | Bauernhaus                                        | Zweigeschossig, in Jura-Bauweise, bezeichnet „1866“ | D-5-77-148-13 | BW             |
| Obere Hauptstraße 36 (Standort)                                                             | Wohnhaus                                          | Zweigeschossiges Eckgebäude mit Satteldach, Jura-Bauweise, bezeichnet „1850“ | D-5-77-148-14 | BW             |
| Postweg 21 (Standort)                                                                       | Kleinbauernhaus                                   | Eingeschossiger Wohnstallbau mit Satteldach in Jura-Bauweise, mit Kniestock, Kalkplattendach, viertes Viertel 19. Jahrhundert | D-5-77-148-52 | BW             |
| Schlagbrunnen, ca. 1,5 km südlich des Ortes innerhalb der ehemaligen Krautgärten (Standort) | Krautgartenhäuschen des Flurers                   | Eingeschossiges Kleinhaus in Jura-Bauweise, bezeichnet „1859“ | D-5-77-148-56 | BW             |
| Untere Hauptstraße 6 (Standort)                                                             | Hierzu Altsitz                                    | Zweigeschossig, 1896 | D-5-77-148-16 | BW             |
| Untere Hauptstraße 15 (Standort)                                                            | Ehemaliges Schulhaus, heute Rathaus               | Zweigeschossiges giebelständiges Gebäude mit Halbwalmdach, 1803 | D-5-77-148-18 | BW             |
| Untere Hauptstraße 25 (Standort)                                                            | Ehemaliges Bauernhaus                             | Zweigeschossiger Satteldachbau in Jura-Bauweise, bezeichnet „1860“ | D-5-77-148-21 | BW             |
| Untere Hauptstraße 31 (Standort)                                                            | Wohnhaus                                          | Zweigeschossiges giebelständiges Gebäude mit Halbwalmdach, mit Ecklisenen, bezeichnet „1794“ Anschließende Scheune, frühes 19. Jahrhundert | D-5-77-148-22 | BW             |
| Untere Hauptstraße 38 (Standort)                                                            | Ehemaliger Meierhof                               | Wohnhaus, zweigeschossiger Satteldachbau in Jura-Bauweise, um 1860/70 Scheune in Jura-Bauweise und Nebengebäude, gleichzeitig | D-5-77-148-23 | BW             |
| Untere Hauptstraße 44 (Standort)                                                            | Ehemaliges Gast- und Bauernhaus                   | Langgestrecktes, zweigeschossiges traufständiges Gebäude in Jura-Bauweise mit Halbwalmdach, bezeichnet „1843“ | D-5-77-148-24 | BW             |
| Untere Hauptstraße 47 (Standort)                                                            | Bauernhaus                                        | Zweigeschossiger Satteldachbau in Jura-Bauweise, 18./frühes 19. Jahrhundert | D-5-77-148-25 | BW             |
| Untere Hauptstraße 49 (Standort)                                                            | Evangelisch-lutherische Kirche St. Johannis       | Chorturmkirche, Turm mit breitem Spitzhelm, Neubau nach Plänen von Traugott Friedrich Schuchart, 1752–54; mit Ausstattung | D-5-77-148-26 | weitere Bilder |
| Untere Hauptstraße 59 (Standort)                                                            | Ehemaliges Krankenhaus                            | Dreiflügelanlage in Neurenaissanceformen, Putzbau mit Zier- und Gliederungselementen in Naturstein, Mittelrisalit mit Zwerchhaus, Seitenflügel mit Giebel und Ziertürmchen, 1891/92 | D-5-77-148-55 | BW             |
| Witzelgasse 6 (Standort)                                                                    | Austragshaus                                      | Eingeschossiger Satteldachbau in Jura-Bauweise, 19. Jahrhundert | D-5-77-148-28 | BW             |

### Altheimersberg
| Lage                                 | Objekt                          | Beschreibung | Akten-Nr.     | Bild |
| ------------------------------------ | ------------------------------- | --- | ------------- | ---- |
| Altheimersberg 1, 2, 3, 4 (Standort) | Gräflich Pappenheimische Domäne | Dreiseithof; zweigeschossiges Gutshaus mit vorgelegtem Rundturm, 1806, im Kern 16. Jahrhundert Zwei Ökonomieflügel, 19. Jahrhundert Nördlich des Gutshauses großer Stallbau, Mitte 19. Jahrhundert Drei Arbeiterhäuser, 19. Jahrhundert Mit Einfriedung | D-5-77-148-30 | BW   |

### Büttelbronn
| Lage                                                 | Objekt                                                    | Beschreibung | Akten-Nr.     | Bild |
| ---------------------------------------------------- | --------------------------------------------------------- | --- | ------------- | --- |
| Bügelstraße 1 (Standort)                             | Einfirstanlage                                            | Zweigeschossiger Satteldachbau in Jura-Bauweise, mit angebauter Scheune, Legschieferdach, bezeichnet „1848“ | D-5-77-148-39 | BW |
| Dorfstraße 13 (Standort)                             | Kleiner Bauernhof                                         | Hakentyp; eingeschossiges Wohnhaus in Jura-Bauweise, mit Kniestock, Legschieferdach Scheune in Jura-Bauweise, Legschieferdach; frühes 19. Jahrhundert                                                                                          | D-5-77-148-31 | Kleiner Bauernhof                                                                                                 |
| Dorfstraße 22 (Standort)                             | Pfarrhof                                                  | Pfarrhaus, zweigeschossiger Satteldachbau, Ende 19. Jahrhundert Ökonomiegebäude in Jura-Bauweise mit Legschieferdach Fachwerkscheune in Jura-Bauweise, 18./frühes 19. Jahrhundert                                                              | D-5-77-148-40 | BW |
| Dorfstraße 23 (Standort)                             | Ehemaliges Brauereigasthaus                               | Zweigeschossiger Walmdachbau mit Kniestock, frühes 19. Jahrhundert Austragshaus, zweigeschossiger, schmaler Satteldachbau, wohl gleichzeitig Scheune in Jura-Bauweise, wohl gleichzeitig                                                       | D-5-77-148-32 | Ehemaliges Brauereigasthaus                                                                                       |
| Dorfstraße 28 (Standort)                             | Ehemalige Dorfschmiede                                    | Eingeschossiges Gebäude in Jura-Bauweise mit Kniestock, offener Vorbau, 17./18. Jahrhundert, im Kern um 1473 | D-5-77-148-36 | Ehemalige Dorfschmiede                                                                                            |
| Dorfstraße 29 (Standort)                             | Evangelisch-lutherische Pfarrkirche St. Trinitatis        | Chorturmkirche, Turm im Kern romanisch, mit Spitzhelm, Langhaus 1724; mit Ausstattung Kirchhof, mittelalterlich, mit Ummauerung an der Westseite bis zu fünf Meter Höhe Dreigeschossiger Torturm, 17./18. Jahrhundert, im Kern mittelalterlich | D-5-77-148-41 | weitere Bilder |
| Dorfstraße 31 (Standort)                             | Ehemaliges Schulhaus, Wohnhaus                            | Zweigeschossiger Satteldachbau in Ecklage, mit Kellergeschoss, Teil des Pfarrhofes, im Kern 1713, Um- und Erweiterungsbauten im frühen 19. Jahrhundert und 1895                                                                                | D-5-77-148-58 | BW |
| Dorfstraße 32 (Standort)                             | Ehemaliger Brauereigasthof eines ehemaligen Dreiseithofes | Zweigeschossiger Satteldachbau, teilweise Fachwerk, Legschieferdach, 1563 (dendrochronologisch datiert), mit anschließendem Querbau, zweigeschossiger Satteldachbau, Legschieferdach, 1886                                                     | D-5-77-148-35 | BW |
| Dorfstraße 48 (Standort)                             | Scheune                                                   | Mit fachwerksichtigem Kniestock, bezeichnet „1862“ | D-5-77-148-34 | BW |
| Bensen (an der Straße nach Langenaltheim) (Standort) | Grenzsäule                                                | Bezeichnet „1843“ | D-5-77-148-42 | [[Vorlage:Bilderwunsch/code!/C:48.89256,10.90847!/D:Bensen (an der Straße nach Langenaltheim), Grenzsäule!/\|BW]] |

### Mauthaus
| Lage                     | Objekt                                                     | Beschreibung                                                 | Akten-Nr.     | Bild                                                       |
| ------------------------ | ---------------------------------------------------------- | ------------------------------------------------------------ | ------------- | ---------------------------------------------------------- |
| Am Mauthaus 1 (Standort) | Ehemaliges pfalzbayerisches Zoll-, Maut- und Zollwirtshaus | Erdgeschossiger Walmdachbau, 1788 Scheune, wohl gleichzeitig | D-5-77-148-43 | Ehemaliges pfalzbayerisches Zoll-, Maut- und Zollwirtshaus |

### Neuherberg
| Lage                    | Objekt                                        | Beschreibung | Akten-Nr.     | Bild |
| ----------------------- | --------------------------------------------- | --- | ------------- | ---- |
| Neuherberg 1 (Standort) | Ehemaliges Straßenwirtshaus und Wohnstallhaus | Zweigeschossiger Satteldachbau in Jura-Bauweise; angebaute Scheune, eingeschossiger Satteldachbau in Jura-Bauweise, mit Kniestock, Legschieferdach; wohl noch 18. Jahrhundert; mit Einfriedung | D-5-77-148-53 | BW   |

### Rehlingen
| Lage                                    | Objekt                                             | Beschreibung | Akten-Nr.     | Bild                  |
| --------------------------------------- | -------------------------------------------------- | --- | ------------- | --------------------- |
| Bergstraße 4 (Standort)                 | Evangelisch-lutherische Pfarrkirche St. Laurentius | Chorturmkirche, Turmuntergeschoss romanisch, Obergeschoss und Langhaus 1752, letzteres über mittelalterlichem Kern; mit Ausstattung. Aufgelassener Kirchhof mit Grabdenkmälern des 19. Jahrhunderts. Ummauerung mit zwei Torbögen, mittelalterlich und 19./20. Jahrhundert. | D-5-77-148-44 | weitere Bilder        |
| Bergstraße 6 (Standort)                 | Pfarrhaus                                          | Zweigeschossiger Walmdachbau, 1732 Scheune, 18. Jahrhundert | D-5-77-148-48 | Pfarrhaus             |
| Bergstraße 8 (Standort)                 | Bauernhaus                                         | Zweigeschossiger traufständiger Satteldachbau in Jura-Bauweise, Legschieferdach, bezeichnet „1862“ Austragshaus, eingeschossiger Satteldachbau, Scheune in Jura-Bauweise, zweite Hälfte 19. Jahrhundert                                                                     | D-5-77-148-50 | Bauernhaus            |
| Bergstraße 12; Bergstraße 14 (Standort) | Ehemaliges Bauernhaus                              | Giebelständiger eingeschossiger Satteldachbau in Jura-Bauweise, mit Kniestock, Legschieferdach, bezeichnet „1820“ | D-5-77-148-49 | BW                    |
| Bräugasse 2 (Standort)                  | Ehemaliges Bauernhaus                              | Zweigeschossiger Satteldachbau in Jura-Bauweise mit Kniestock, mit gewölbtem Stall, bezeichnet „1863“ Scheune mit Fachwerkkniestock, gleichzeitig | D-5-77-148-46 | Ehemaliges Bauernhaus |
| Maierhofstraße 4 (Standort)             | Ehemaliges Handwerkerhaus                          | Eingeschossiger Satteldachbau in Jurabauweise mit Kniestock, zweite Hälfte 19. Jahrhundert | D-5-77-148-54 | BW                    |
| Roßbergweg 2 (Standort)                 | Wohnhaus                                           | Eingeschossiger Satteldachbau in Jura-Bauweise, mit Kniestock, bezeichnet „1844“ | D-5-77-148-47 | BW                    |

## Ehemalige Baudenkmäler
In diesem Abschnitt sind Objekte aufgeführt, die früher einmal in der Denkmalliste eingetragen waren, jetzt aber nicht mehr. Objekte, die in anderem Zusammenhang also z. B. als Teil eines Baudenkmals weiter eingetragen sind, sollen hier nicht aufgeführt werden. Aktennummern in diesem Abschnitt sind ehemalige, jetzt nicht mehr gültige Aktennummern.

| Lage                                   | Objekt       | Beschreibung                                                                                               | Akten-Nr.    | Bild |
| -------------------------------------- | ------------ | --- | ------------ | ---- |
| Langenaltheim Moststraße 11 (Standort) | Austragshaus | Zweigeschossiger Satteldachbau in Jura-Bauweise mit fachwerksichtigem Obergeschoss, frühes 19. Jahrhundert | D-5-77-148-9 | BW   |